# رنح نخاعي مخيخي من النوع السادس
الرنح النخاعي المخيخي من النوع السادس (إس سي إيه 6) هو أحد الاضطرابات الوراثية النادرة التي تنتقل بصفة وراثية جسمية سائدة وتتسم ببدء متأخر للمرض. يترافق هذا الاضطراب، مثل غيره من اضطرابات الرنح النخاعي المخيخي، بالرتة، واضطرابات حركية العين، واعتلال الأعصاب المحيطية والرنح في كل من المشية، والسكون والأطراف نتيجة الخلل الوظيفي المخيخي. بعكس أنواع الرنح النخاعي المخيخي الأخرى، لا يُعد النوع 6 من الاضطرابات المميتة. تتسم الوظيفة المخيخية في هذه الحالة بديمومتها وترقيها، ما يميزها عن الرنح الانتيابي من النوع 2 (إي إيه 2) الذي يترافق بخلل وظيفي انتيابي. في بعض العائلات الحاملة للرنح النخاعي المخيخي من النوع 6، يظهر بعض أفرادها العلامات الكلاسيكية لهذا النوع بينما يختبر بعضهم الآخر علامات أكثر شبهًا بالرنح الانتيابي من النوع 2، ما يشير إلى وجود درجة من التداخل الظاهري بين النوعين. يتطور الرنح النخاعي المخيخي بسبب الطفرات في «سي إيه سي إن إيه 1 إيه»، الذي يمثل جينًا مسؤولًا عن تشفير الوحدة الفرعية ألفا من قناة الكالسيوم. تميل هذه الطفرات إلى التطور على شكل تكرارات ثلاثية النكليوتيد من «سي إيه جي»، ما يؤدي إلى إنتاج بروتينات طافرة محتوية على امتدادات 20 أو أكثر من رواسب الغلوتامين المتتابعة؛ تتسم هذه البروتينات بميل متزايد نحو تشكيل التكتلات داخل الخلوية. على عكس العديد من اضطرابات تمدد الغلوتامين المتعدد، لا يُعد طول التمدد أحد العوامل المحددة لعمر ظهور الأعراض.

## العلامات والأعراض
يتسم الرنح المخيخي من النوع 6 بخلل وظيفي دائم ومترق في المخيخ. تشمل هذه العلامات المخيخية الرنح والرتة، الناجمة عن الضمور المخيخي على الأرجح. قبل بدء ظهور الأعراض الرئيسية للمرض وتشخيصه، غالبًا ما يبلغ المرضى عن شعورهم بحالة من «الدوار» وانعدام التوازن اللحظي عند الدوران في المنعطفات أو القيام بحركات سريعة. يختلف عمر بدء ظهور الأعراض للمرة الأولى على نطاق واسع، من عمر 19 سنة حتى 71 سنة، لكنه يتراوح عادة بين 43 و52 سنة. تشمل العلامات الرئيسية الأخرى للرنح النخاعي المخيخي من النوع 6 كلًا من فقدان الحس الاهتزازي وأحاسيس استقبال الحس العميق والرأرأة.
على الرغم من معاناة غالبية المرضى من هذه الأعراض المترقية الشديدة، يظهر آخرون أعراضًا غير مترقية انتيابية أكثر شبهًا بالرنح الانتيابي، وقد تحدث هذه الاختلافات بين فردين مختلفين من العائلة نفسها. يعاني بعض الأفراد أيضًا من أعراض مشتركة بين الرنح النخاعي المخيخي من النوع 6 والصداع النصفي الفالجي العائلي.

## التشخيص
يمكن تشخيص الرنح النخاعي المخيخي من خلال الاختبارات الجينية. يمكن لطبيب الأعصاب الخاص بك إجراء هذه الفحوص. غالبًا ما يخطئ الأطباء في تشخيص الرنح النخاعي المخيخي إذ يخلطون بينه وبين أمراض أخرى مثل «إيه إل سي» أو مرض باركنسون.